# 長谷川靖
長谷川 靖（はせがわ やすし、1962年2月22日 - ）は、日本の財務官僚。財務省福岡財務支局長や、金融庁総務企画局審議官、財務省東海財務局長等を歴任した。退官後、SBIグループの地方創生パートナーズ事務局長に就任。

## 人物・経歴
東京都出身。京都の洛星高等学校を経て、1984年東京大学法学部卒業、大蔵省入省。証券局配属。主税局総務課歳入調査係長、伊勢税務署長、関税局輸出保税課課長補佐などを経て、2005年財務省主税局税制第一課主税企画官。2006年国税庁調査査察部査察課長。2007年から金融庁監督局銀行第二課長を務め、中小・地域金融機関向け監督方針の発表などに対応した。
2008年金融庁監督局保険課長。2010年金融庁監督局総務課長。2012年金融庁総務企画局企画課長。2013年金融庁総務企画局参事官。2014年財務省福岡財務支局長。2015年金融庁総務企画局審議官（企画・市場・官房担当）。2016年6月から東海財務局長を務め、在名古屋中華人民共和国総領事館への国有地売却を拒否するなどの対応にあたったとされる。
2017年国際協力銀行常務取締役。2019年財務省大臣官房付、退官、三井住友信託銀行顧問。2020年SBIホールディングス顧問。同年同グループ地銀連合構想推進担当会社地方創生パートナーズの執行役員事務局長に就任。2021年五味廣文の後任として福島銀行取締役に就任。同年じもとホールディングス取締役。2022年SBI地銀ホールディングス取締役。